# Aaliyah Powell
Pour les articles homonymes, voir Powell.
Aaliyah Powell, née le 25 octobre 2002, est une taekwondoïste britannique, médaillée de bronze mondiale en 2019.

## Biographie
En 2018, elle est sélectionnée pour représenter la Grande-Bretagne aux Jeux olympiques de la jeunesse de 2018 à Buenos Aires. L'année suivante, alors qu'elle n'a que seize ans, elle remporte sa première médaille mondiale chez les seniors en décrochant le bronze en poids coq (-53 kg) tout en étant la championne du monde junior en titre.
Elle est médaillée de bronze dans la catégorie es moins de 57 kg aux Championnats du monde féminins de taekwondo 2021 à Riyad ainsi que dans la catégorie des moins de 62 kg aux Championnats du monde de taekwondo 2022 à Guadalajara, aux Championnats du monde de taekwondo 2023 à Bakou ainsi qu'aux Jeux européens de 2023 à Krynica-Zdrój.